# Karavelovo, Iambol
Karavelovo (în bulgară Каравелово) este un sat în comuna Tundja, regiunea Iambol,  Bulgaria. 

## Demografie
Componența etnică a satului Karavelovo
     Bulgari (84,66%)
     Romi (11,2%)
     Nicio identificare (1,47%)
     Altele (2,65%)
La recensământul din 2011, populația satului Karavelovo era de 339 locuitori. Din punct de vedere etnic, majoritatea locuitorilor (84,66%) erau bulgari, cu o minoritate de romi (11,2%). Pentru 1,47% din locuitori nu este cunoscută apartenența etnică.